# Großstadtnacht (1950)
Großstadtnacht ist ein österreichisches Kriminallustspiel aus dem Jahre 1950 von Hans Wolff. Die Geschichte basiert auf der Novelle „Der Zobelpelz“ von Wilhelm Lichtenberg.

## Handlung
Im prachtvollen Haus der Staatsoper wird gerade eine Aufführung von Verdis „Aida“ gegeben, als die junge Anni, die Nichte der alten Garderobiere, einen wertvollen Pelzmantel stibitzt. Doch das Mädchen, das normalerweise am Buffet arbeitete, hat sich das teuren Stück, Eigentum einer berühmten Schauspielerin, nur kurz „entliehen“, um ihren treulosen Hallodri von Verlobten zu beeindrucken. Nach nur 15 Minuten wollte Anni das Fell eigentlich bereits zurückgeben, doch dann entwendet ihr in einem Moment der Unachtsamkeit ein wirklicher Dieb den kostbaren Pelz.
Anni kann den Mantel wieder aufspüren, und es kommt heraus, dass der Pelzhändler und der elegante Freund der Pelz-Besitzerin hinter dem Diebstahl stecken. So fügt sich in dieser einen Großstadtnacht doch noch alles zum Guten: Anni bekommt den Pelzmantel als Dank für ihre „kriminalistische Spürnase“ und dafür, dass sie den Begleiter der Schauspielerin entlarvt hat, geschenkt und kann ihren eigenen treulosen Ex-Freund durch einen aufrichtigeren Mann, den jungen Architekten Alfred Siedler, ersetzen. Als die Opernaufführung beendet ist, hat sich alles zum Guten gewendet.

## Produktionsnotizen
Großstadtnacht entstand 1949 im Filmatelier von Wien-Schönbrunn sowie mit Außenaufnahmen in Grinzing, der Wiener Staatsoper und in dem Theater an der Wien. Der Film wurde am 23. Mai 1950 in Wien uraufgeführt, die deutsche Premiere war am 8. September desselben Jahres in Düsseldorf.
Carl Szokoll übernahm die Produktionsleitung. Fritz Jüptner-Jonstorff entwarf die Filmbauten.

## Musik
In den Opernpartien sind Helge Roswaenge, Hilde Zadek, Hans Hotter, Vera Rosza und Herbert Alsen zu hören.
Es spielen die Wiener Philharmoniker unter der Leitung von Janos Ferencsik.
Es wird aufgeführt Giuseppe Verdis Oper „Aida“.

## Kritik
Im Filmdienst heißt es: „Belangloser Unterhaltungsfilm mit kolportagehafter Handlung, den auch routinierte Darsteller und Regie nicht aufwerten können.“